# Greenöarna

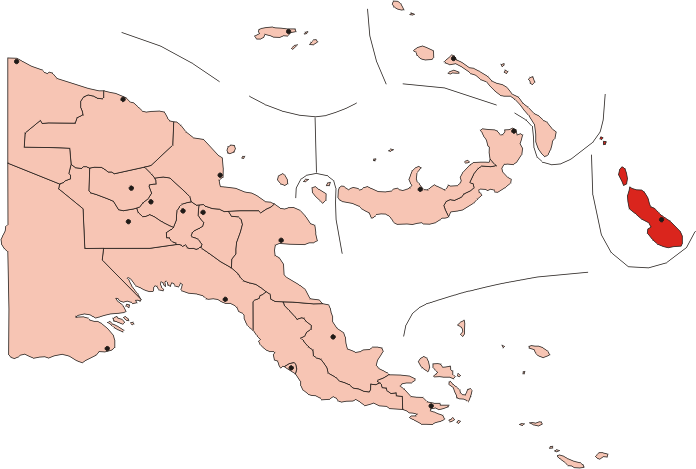
lägeskarta

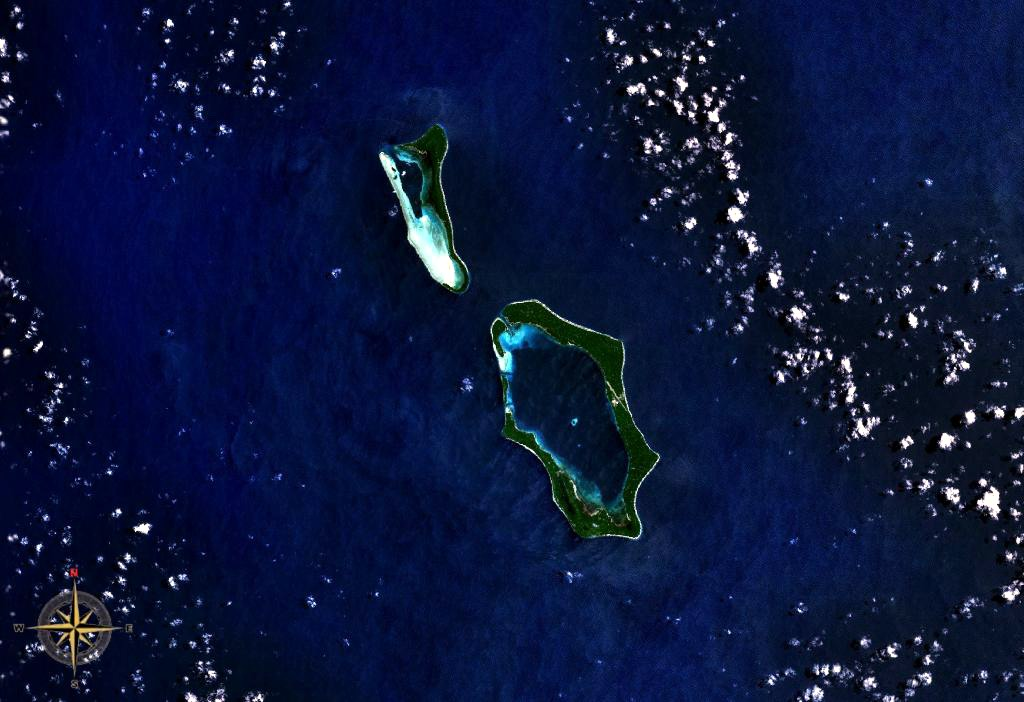
Greenöarna / Nissan Islands

Greenöarna eller Nissan Islands (tidigare Caymana Islands och Sir Charles Hardy Islands) är en ögrupp i Papua Nya Guinea i västra Stilla havet.

## Geografi
Green-öarna utgör en del av den autonoma regionen Bougainville och ligger cirka 850 km nordöst om Port Moresby, ca 150 km nordväst om Bougainvilleön och ca 60 km sydöst om Feniöarna. Dess geografiska koordinater är 4°05′ S och 154°17′ Ö. Ögruppen ingår i en ökedja som löper parallellt öster om Niu Ailanön med övriga Tabaröarna - Lihiröarna - Tangaöarna - Feniöarna - Green och Bougainvilleön.
Ögruppe är korallöar och har en area om ca 40 km² fördelad på flera öar. Huvudön Green Island är cirka 15 km lång och som mest cirka 8 km bred och ligger runt en stor lagun. Den högsta höjden är på endast cirka 60 m ö.h.
Området består av
- Green Islands, ca 37 km² med småöarna Barahun och Sirot

- Pinipel Islands, ca 3 km² med småöarna Matanesa och Sau

Befolkningen är spridd på små byar. Huvudorten Tanaheran ligger på huvudöns västra del.
Huvudön har en liten flygplats (flygplatskod "GEI") för lokaltrafik.

## Historia
Ögruppen har troligen bebotts av melanesier sedan cirka 1500 f.Kr. Den upptäcktes av nederländske kaptenerna Jacob Le Maire och Willem Schouten år 1616.
Området hamnade 1885 under tysk överhöghet som del i Tyska Nya Guinea. Området förvaltades till en början av handelsbolaget Neuguinea-Kompagnie.
Efter första världskriget hamnade området under australisk kontroll och Australien fick senare även officiellt mandat för hela Bismarckarkipelagen av Förenta Nationerna. 
1942 till 1945 ockuperades området av Japan men återgick sedan till australisk förvaltningsmandat tills Papua Nya Guinea blev självständigt 1975.